# Innsbrook (Missouri)
Innsbrook è un villaggio degli Stati Uniti d'America, situato nello Stato del Missouri, nella contea di Warren.